# Зифрид фон Щраленберг
Зифрид (Зигфрид) фон Щраленберг (на немски: Sifrid (Siegfried) von Stralenberg; * пр. 1342; † сл. 1368) е господар на Щраленберг.

## Произход и наследство
Той е единственият син на благородника Ренварт фон Щраленберг († 1355) и първата му съпруга Маргарета фон Рункел-Вестербург, дъщеря на Зигфрид V фон Рункел-Вестербург († сл. 1289) и графиня Маргарета фон Диц-Вайлнау († сл. 1277). Внук е на Конрад III фон Щраленберг († 1301) и София фон Флехинген († сл. 1309). Баща му се жени втори път за Катарина фон Хоенхуз († пр. 1355).
Резиденцията му е замъка Щраленбург в Шрисхайм, северно от Хайделберг в Баден-Вюртемберг. През 1329 г. замъкът Щраленбург и градът Шрисхайм са заложени от баща му Ренварт на Хартмут фон Кронберг и през 1347 г. e купен от курфюрст Рупрехт I от Пфалц, който купува от Зифрид през 1357 г. и господството Валдек.
Зигфрид (Зифрид) фон Щраленберг умира след 1368 г. и е погребан в манастир Шьонау. Последният от род Щраленберги е синът му Йохан (Ханс). През 1468 г. Щраленбург е собственост на фамилията на Велденците с херцог Лудвиг фон Велденц.

## Фамилия
Зифрид фон Щраленберг се жени за Елизабет фон Франкенщайн († 29 януари 1344), дъщеря на Конрад I фон Франкенщайн († сл. 1292) и Ирменгард фон Магенхайм († сл. 1292). Те имат две деца:
- Йохан фон Щраленберг († 25 август 1408), женен за Аделхайд фон Цолерн († сл. 16 декември 14159), дъщеря на граф Фридрих IX фон Хоенцолерн († 1379) и Аделхайд фон Хоенберг-Вилдберг († сл. 1385), няма деца.[4]l
- Елза фон Щраленберг († сл. 1395)